# Ens (Altos Pirenéus)
Ens é uma comuna francesa na região administrativa de Occitânia, no departamento dos Altos Pirenéus. Estende-se por uma área de 3,49 km². Em 2010 a comuna tinha 25 habitantes (densidade: 7,2 hab./km²).